# Christine Römermann
Christine Römermann (* 1976) ist eine deutsche Biologin. Sie ist Professorin für Pflanzendiversität an der Friedrich-Schiller-Universität Jena und Vize-Vorsitzende der Gesellschaft für Ökologie (GfÖ).

## Leben
Christine Römermann machte in Neustadt am Rübenberge bei Hannover 1995 Abitur und studierte anschließend an der Philipps-Universität Marburg Biologie mit dem Abschluss als Diplom-Biologin (2002). Dazwischen machte sie 1998/99 einen Bachelor am Imperial College London in Applied Ecology, Biodiversity and Conservation Biology, Evolutionary biology, Population and Community Ecology im Rahmen des Erasmus-Programms. Sie promovierte 2006 an der Universität Regensburg mit einer Arbeit „Patterns and processes of plant species frequency and life-history traits“.
Sie arbeitete ab 2011 als Juniorprofessorin am Botanischen Institut der Uni Regensburg und wurde 2013 Professorin für Biodiversität der Pflanzen am Institut für Ökologie und Evolution inklusive dem Herbarium Haussknecht und dem Botanischen Garten der Friedrich-Schiller Universität Jena.
2023 wurde sie zur Vizevorsitzenden der Gesellschaft für Ökologie (GfÖ) gewählt.

## Forschung
Römermann und ihre Arbeitsgruppe Plant Biodiversity beschäftigen sich mit Landnutzungsänderungen sowie Biodiversität und Vorkommen von Pflanzen in verschiedenen räumlichen und temporalen Ebenen. Besonders interessiert Römermann die inter- und intraspezifische Variabilität der Phänologie  Krautiger Pflanzen (Gräser etc.).

## Publikationen (Auswahl)
- Rauschkolb, R., Herben, T., Kattge, J., Knickmann, B., Linstädter, A., Menzel, A., Mora, K., Nordt, B., Vitasse, Y., Weigelt, P., & Römermann, C. (2025): The performance of growing degree day models to predict spring phenology of herbaceous species depends on the species’ temporal niche. Functional Ecology. doi:10.1111/1365-2435.70020
- Saatkamp, A., Römermann, C., Dutoit, T. (2010): Plant functional traits show non-linear response to grazing. Folia Geobotanica, 45, S. 239–252. doi:10.1007/s12224-010-9069-2
- Römermann, C., Bernhardt, M., Dutoit, T., Poschlod, P., Rolando, C. (2004): Histoire culturale de la Crau: potentialités de ré-établissement des espèces caractéristiques du coussous après abandon. Ecologia Mediterranea, 30, S. 47–70.